# Flakartillerie-Kommandeur beim Luftgau XI
Der Flakartillerie-Kommandeur beim Luftgau XI war eine Dienststelle der deutschen Luftwaffe während des Zweiten Weltkrieges auf Divisionsebene. Die Aufstellung erfolgte am 1. Februar 1940. Im Mai 1940 wurde die Dienststelle dann abgewickelt und in den Führungsstab des Luftverteidigungskommando 8 umbenannt. Einziger Divisionskommandeur war Generalmajor Richard Kolb mit Gefechtsstand in Hamburg, später Dänemark. Die Aufgabe des Flakartillerie-Kommandeurs im Luftgau XI bestand in der operativen Führung aller in diesem Bereich stationierten Flakverbände. Als einzigem Großverband unterstand ihm dabei das Luftverteidigungskommando 3 sowie das Luftverteidigungskommando 6.